# Niertransplantatie

Donornier wordt verbonden met blaas en bloedvaten

Een niertransplantatie is een medische ingreep waarbij een nier van een donor wordt getransplanteerd in een patiënt met nierfalen (acceptor of ontvanger). Normaal gesproken wordt de donornier geplaatst in de rechter- of linker onderbuik. In de meeste gevallen worden de zieke nieren niet verwijderd, en dus wordt de nier meestal geplaatst onder de originele nieren.

## Geschiedenis van de niertransplantatie
De eerste pogingen in 1905 een nier te transplanteren, faalden door afstoting van de ontvangen nier. De medische wetenschap had nog niet voldoende kennis om de afstotingsverschijnselen en infecties tegen te gaan. Het lukte de latere Nobelprijswinnaar Joseph Murray in 1954 te Boston wel de eerste succesvolle niertransplantatie uit te voeren. De getransplanteerde ontving een nier van zijn gezonde eeneiige tweelingbroer.
Op 31 oktober 2012 werd er live een operatie uitgezonden door Omroep Max. Hierin kon de kijker meekijken hoe een nier werd getransplanteerd.

## Donoren van nieren
Er zijn verschillende vormen van donoren.
- post mortal heart beating donor; een nier wordt uitgenomen bij een donor van wie het hart nog klopt, maar die hersendood is.
- post mortal non-heart beating donor: een nier wordt uitgenomen bij een recent overleden donor, bijvoorbeeld na een niet geslaagde reanimatie.
- levende donor; een nier wordt afgestaan door een familielid, partner dan wel kennis. Wanneer iemand twee goed functionerende nieren heeft, kan namelijk één ervan afgestaan worden aan iemand anders, zonder dat de donor dan problemen krijgt.

Tot voor kort was de beperkende factor dat de ontvanger van de nier een bloedgroep moest hebben die compatibel was met de bloedgroep van de donor van de nier, zogenaamd ABO-compatibel. Hoewel veruit de meeste transplantaties ABO-compatibel zijn, is het in Nederland sinds 2006 ook mogelijk om  niet-ABO-compatibele ('door de bloedgroep heen') transplantaties uit te voeren. Een uitgebreide behandeling met medicatie is zowel voor als na de transplantatie noodzakelijk om geen afstotingsverschijnselen als gevolg van de bloedgroepen te hebben.

## Voordelen en nadelen van niertransplantatie
Het grote voordeel van een niertransplantatie is dat nierdialyse overbodig wordt. De nieren van een mens zorgen ervoor dat het bloed gezuiverd wordt van afvalstoffen. Wanneer er nierfalen is, moet deze functie overgenomen worden door een dialysebehandeling. De nieuwe nier kan meestal het nierfalen volledig compenseren, waardoor een dialysebehandeling niet meer nodig is. Er is een toename in de kwaliteit van leven door het niet meer afhankelijk te zijn van een dialysebehandeling.
Het belangrijkste nadeel is de noodzaak van het gebruik van afweerremmende middelen (immunosuppressiva zoals prednison, ciclosporine, mycofenolaatmofetil, tacrolimus, enz.) met al hun bijwerkingen. Daarnaast is er de altijd aanwezige kans op acute dan wel chronische afstoting van de nieuwe nier. Ook is er nog steeds een kans dat korte of lange tijd na de transplantatie alsnog wordt besloten de dialyse te continueren.

## Dalend aanbod van donoren
In Nederland is er een forse afname in het aanbod van donornieren en een groeiend aanbod van potentiële acceptoren. Als gevolg hiervan is de wachttijd opgelopen tot minimaal vier jaar. Veel aandacht wordt besteed aan het aanbod van nieren van levende donoren.
In België is de toestand enigszins anders. De gemiddelde wachttijd bedraagt twee à drie jaar, waardoor een deel van de Nederlandse patiënten uitwijkt naar de Belgische universitaire ziekenhuizen.
Sommigen zoeken nu hun toevlucht in andere EU-lidstaten om sneller aan een geschikte donor te komen. Dankzij het vrije verkeer van diensten zou het mogelijk moeten zijn om elders in Europa aan te kunnen kloppen voor dergelijke hulp. Het Europese Hof heeft echter een richtlijn uitgevaardigd waarin het lidstaten vrijstaat de donorenmarkt af te schermen. Volksgezondheid binnen de eigen lidstaat maakt het dankzij die richtlijn mogelijk om buitenlandse donorzoekenden tijdelijk van de markt te weren, zonder dat de discriminerende werking ongerechtvaardigd zou zijn.
Op dit moment is slechts Frankrijk hierin actief. Andere lidstaten blijven hun grenzen openstellen voor niertransplantatiebehoevenden.

## Overlevingskansen na een niertransplantatie
Tegenwoordig (2005) wordt een niertransplantatie min of meer gezien als een routineprocedure. Eén op de vijf patiënten krijgt nog te maken met afstotingsreacties. De overlevingskansen na een termijn van vijf jaar na de transplantatie liggen op 70 - 80%. Per jaar worden er in Nederland ongeveer vijfhonderd niertransplantaties uitgevoerd.